# Bweru
Bweru è un comune del Burundi situato nella provincia di Ruyigi con 37.502 abitanti (censimento 2008).

## Geografia antropica

### Suddivisioni amministrative
Il comune è suddiviso in 20 colline.